# La Source au bout du monde
La Source au bout du monde (en anglais The Well at the World's End) est un roman merveilleux de l'artiste britannique William Morris paru en 1896. Il est considéré comme l'un des romans précurseurs du genre littéraire de la fantasy, ayant influencé des écrivains comme J.R.R. Tolkien et C.S. Lewis.

## Résumé
Le roman se déroule dans un monde imaginaire inspiré du Moyen Âge européen. Rodolphe (en anglais Ralph) est le fils cadet du Roi des Haults-Prés (en anglais King of Upmeads). Désireux de connaître l'aventure, il s'enfuit un jour afin de devenir chevalier errant. Il apprend bientôt l'existence d'une source mystérieuse située au bout du monde et dont l'eau possèderait des propriétés miraculeuses, et il part à sa recherche.

## Conception du roman
Le manuscrit de The Well at the World's End, en deux volumes, est conservé à la Morgan Library de New York, aux États-Unis, sous la cote M A 314.

## Histoire éditoriale
The Well at the World's End paraît en 1896 chez Kelmscott Press, la maison d'édition britannique fondée par William Morris, qui a également assuré la mise en page du roman.
Après le succès et la reconnaissance critique des romans de J.R.R. Tolkien, l'étude de cet auteur donne lieu à des rééditions des romans de Morris, désormais étudiés en tant que sources d'inspiration de Tolkien. Une réédition de The Well at the World's End paraît ainsi, regroupée avec The Wood Beyond the World, sous un titre qui présente directement ces romans sous cet angle : On the lines of Morris's romances, two books that inspired J.R.R. Tolkien, The Wood Beyond the World and The Well at the World's End, by William Morris, chez l'éditeur Inkling Books, en 2003.
Une première traduction française partielle du roman, élaborée par Maxime Shelledy, paraît sous le titre Le Puits au bout du monde aux éditions Aux Forges de Vulcain sous la forme de deux volumes intitulés La Route vers l'amour et La Route des dangers, respectivement en 2012 et 2013, qui constituent les traductions des deux premières parties du roman (qui en compte quatre). Une seconde traduction française, cette fois intégrale, co-élaborée par Souad Degachi et Maxime Shelledy, paraît sous le titre La Source au bout du monde, en un seul volume, également aux éditions Aux Forges de Vulcain, en 2016.

## Accueil critique et postérité
À sa parution, La Source au bout du monde reçoit notamment les éloges de l'écrivain de science-fiction H.G. Wells. Ce dernier le compare à Thomas Malory et apprécie son style travaillé : « le savoir-faire mis à élaborer ce livre est comparable à du chêne massif, conçu pour durer et préserver la mémoire d'une des vies les plus solides et les plus pures à avoir été vécues ces dernières années ».
La Source au bout du monde a influencé les œuvres de J.R.R. Tolkien, qui lit Morris pendant son adolescence et y consolide son goût pour l'inspiration médiévale et l'usage d'archaïsmes délibérés dans le style (procédé qu'il ne pousse cependant pas aussi loin que Morris). Le roman contient un personnage appelé "le roi Gandolf" ainsi qu'un cheval blanc particulièrement rapide à la course nommé Silverfax, qui ont pu inspirer Tolkien pour, respectivement, les noms du magicien Gandalf dans Le Hobbit et du cheval Shadowfax dans Le Seigneur des Anneaux. Le roman de Morris a également été lu avec intérêt par C.S. Lewis, qui devient également écrivain de fantasy par la suite. Le personnage du roi Peter pourrait avoir inspiré Lewis. C.S. Lewis a consacré à William Morris une conférence dont le texte est paru en 1939, regroupé avec d'autres essais, dans le recueil Rehabilitations and Other Essays.
La Source au bout du monde est considéré comme l'un des premiers romans de fantasy moderne,.